# رنگ (فیلم ۱۹۹۳)
رنگ (به هندی: Rang) و (به انگلیسی: Colour) فیلمی هندی محصول سال ۱۹۹۳ و به کارگردانی طلعت جانی است. در این فیلم بازیگرانی همچون دیویا بهرتی، کمال سادانا، عایشا جولکا، جیتندرا، آمریتا سینگ، قادرخان، بیندو، ریتا بهادری، تیکو تالسانیا و عارون باکشی ایفای نقش کرده‌اند.